# Kanarengirlitz
Der Kanarengirlitz (Serinus canaria) ist eine Art aus der Familie der Finken (Fringillidae). Seine Nahrung setzt sich hauptsächlich aus Samen und Knospen zusammen. Die Art gilt derzeit als nicht gefährdet. Der Kanarengirlitz ist die Stammart des domestizierten Kanarienvogels. Er ist das Natursymbol der Kanarischen Inseln.

## Verbreitung

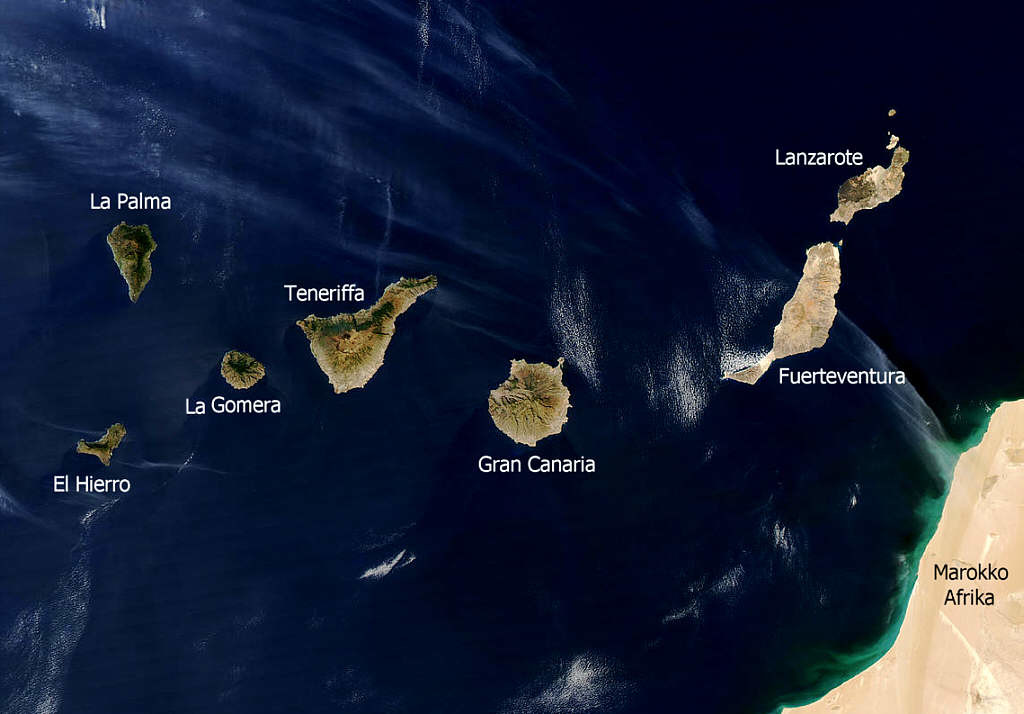
Satellitenbild der Kanarischen Inseln

Zwei Drittel der Weltpopulation leben auf den Kanarischen Inseln, das andere Drittel auf Madeira und den Azoren. Auf Hawaii wurde der Kanarengirlitz ebenfalls eingeführt. Ob diese Population überlebt hat, ist umstritten.
Er ist nur auf den Kanarischen Inseln El Hierro, La Gomera, La Palma, Teneriffa und Gran Canaria anzutreffen. Auf den Inseln Lanzarote und Fuerteventura mit ihren Nebeninseln hat er sich nicht dauerhaft ansiedeln können, da offenbar das dortige trockene Klima dem entgegensteht.

### Lebensraum
Der Lebensraum reicht von der Meeresküste bis in 2000 m Höhe. Die bevorzugten Habitate des Kanarengirlitzes sind bewaldete und buschreiche, teils offene Gelände, wie sie in Weinbergen, Obstplantagen und Gärten zu finden sind. Er dringt auf diese Weise auch in die Randzonen der Siedlungen vor. Dort findet er in Bäumen und Büschen Versteckmöglichkeiten, ausreichend Nahrung und vor allem Wasser. Auch in Gebieten mit bis 2,5 m hohen Euphorbien, in den Randzonen der Kiefernwälder (Pinus canarensis) oder in den mit Baumheide (Erica arborea) bestandenen Macchien ist er häufig zu finden.
Kanarengirlitze meiden den dichten, immergrünen Lorbeerwald und den feucht-kühlen subtropischen Nebelwald.

### Wanderungen
Kanarengirlitze führen nur lokale Wanderungen aus und sind somit Standvögel. Sie ziehen auf der Suche nach Nahrung weit umher. Im Winter durchstreifen sie die Inseln in Schwärmen von 50 Vögeln und mehr.

## Beschreibung

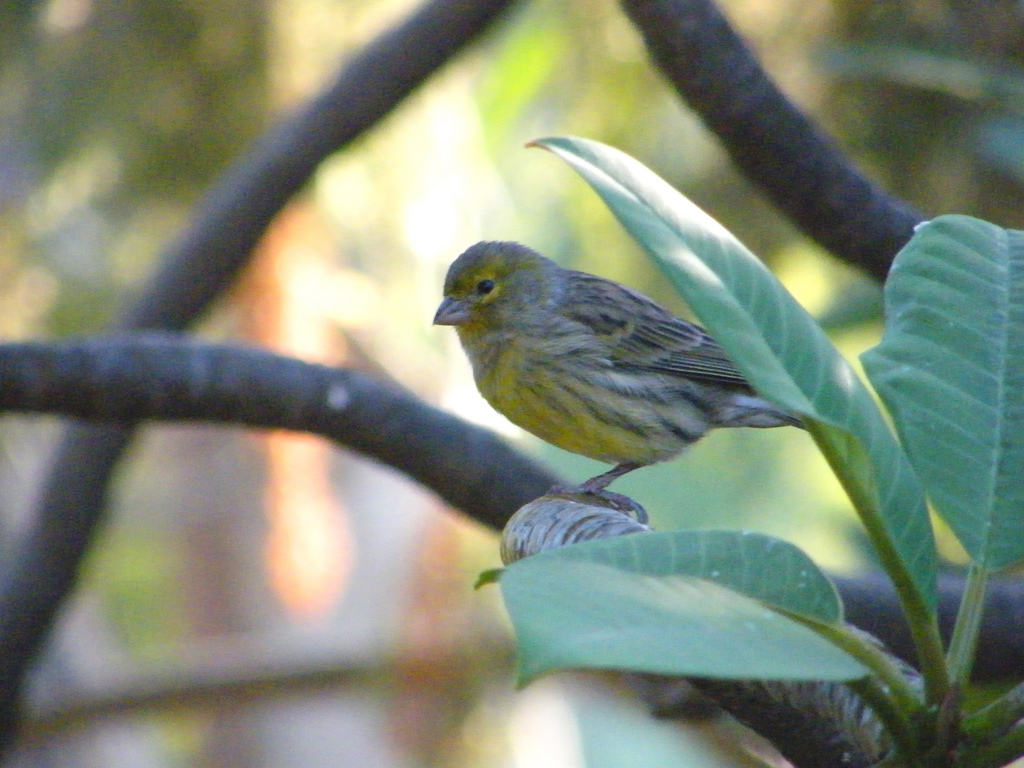
Im Geäst sitzender Kanarengirlitz beobachtet aufmerksam seine Umgebung

Der Kanarengirlitz hat eine typische Finkenform, mit rundlichem Kopf, kurzem Hals und kurzem kräftigem Kegelschnabel. Der Schwanz ist etwas länger und weniger tief gegabelt als bei Zeisigen.
Der Kanarengirlitz weist einen Geschlechtsdimorphismus auf.
Männchen mit gelber Kehle, grüngelben Augen- und Wangenstreifen und Ohrfleck, der von einem dunklen Bartstreif eingerahmt ist. Diese markanten Merkmale sind bei vielen Girlitzarten zu finden.
Die Federn der Ohrgegend, des Scheitels und des Nackens sind gelbgrün mit einer aschgrauen bis schwärzlichen Schaftstrichelung. Der Rücken ist auf graugrünem Grund schwarzbraun gestreift, da diese Federn dunkelbraune Zentren entlang des Federkiels besitzen. Der Bürzel ist lebhaft gelbgrün gefärbt.
Die Unterseite ist gelbgrün, an den Flanken kräftig dunkel gestreift. Die Unterschwanzdecken und die Kloakengegend sind weißlich, teilweise auch gelb überhaucht.
Die Schwingen und Steuerfedern sind mattschwarz und besitzen einen schmalen gelbgrünen bis weißlichen Rand.
Die Iris der Augen ist grauschwarz. Die Ständer und Zehen sind graubraun, die Krallen anthrazitfarben. Der Oberschnabel ist fleischfarben bis hell bleigrau, zur Spitze hin schwärzlich, der Unterschnabel ist hornfarben.
Die Weibchen zeigen insgesamt weniger gelb, die Kopfzeichnung ist weniger deutlich. Die Oberseite ist bei ihnen bräunlicher, die Unterseite ist mattgelb und die Brust schwach dunkel gestreift.
Die Jungvögel sind bis zur Jugendmauser insgesamt graubraun mit deutlich stärker ausgebildeten Längsstreifen. Die Brust ist ockerfarben und die Gelb- und Grüntöne fehlen weitgehend. Nur die jungen Männchen zeigen eine schwach gelbliche Kehle.
Kanarengirlitze haben eine Körperlänge von etwa 125 mm; Flügel ca. 75 mm, Schwanz ca. 55 mm. Das Körpergewicht liegt meist bei etwa 15 bis 25 Gramm.
Der Flug des Kanarengirlitzes ist auffallend wellenförmig und entspricht dem typischen Flugbild der Finken.

## Stimme und Gesang

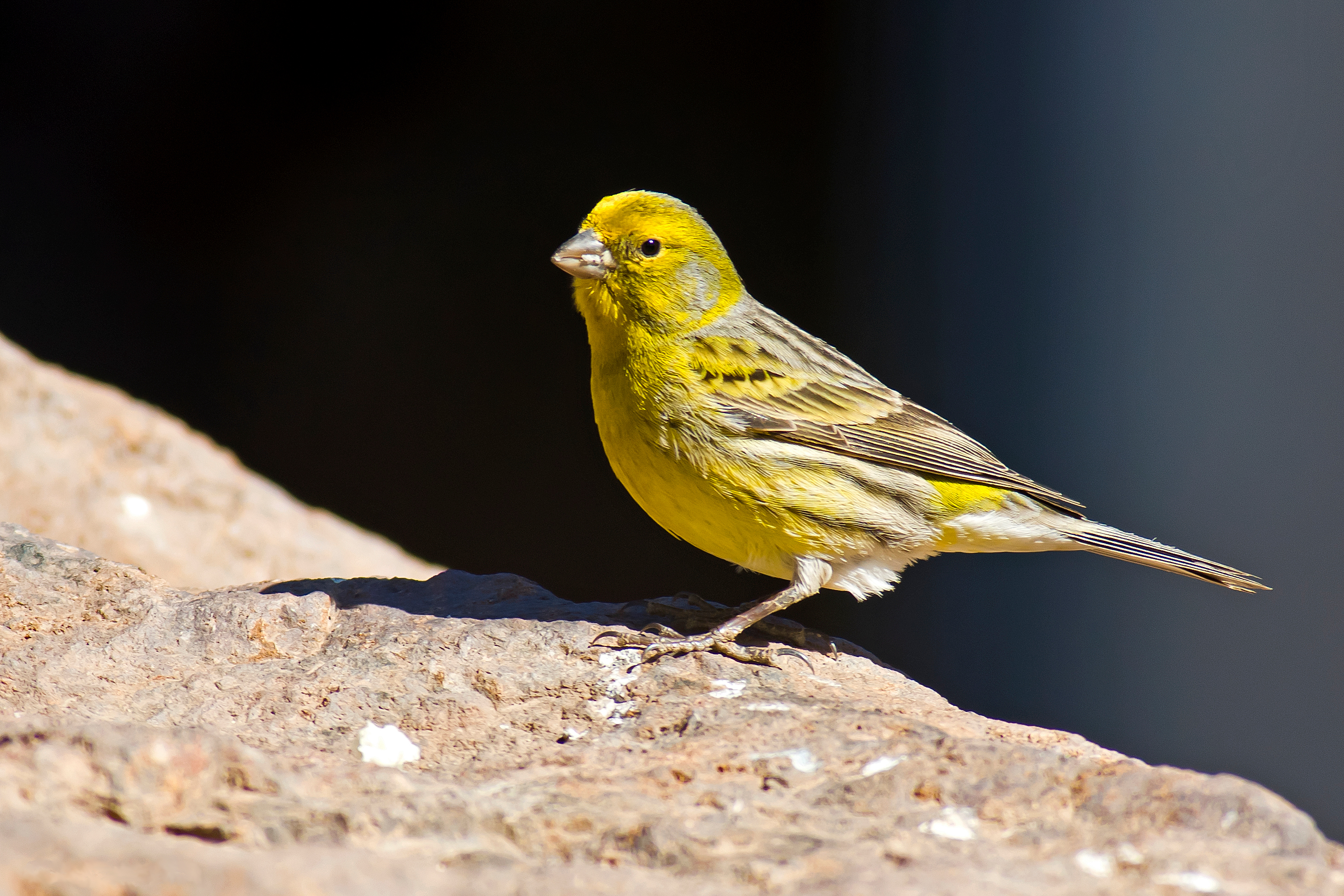
Kanarengirlitz-Männchen auf Gran Canaria

Eng in Zusammenhang mit dem Gesang steht das Hörvermögen, das beim Kanarengirlitz gut ausgebildet ist. Die optimale Hörempfindlichkeit reicht von 3200 Hertz (Hz) bis 4000 Hz. Die untere Hörgrenze liegt bei 1100 Hz und seine obere bei 10000 Hz.
Der Kanarengirlitz kann zudem sehr schnelle Tonfolgen unterscheiden, im Gedächtnis speichern und wiedergeben. Deshalb kann er lernen, Töne anderer Vögel nachzuahmen und in seinen Gesang aufzunehmen. Sein gut entwickeltes Nachahmungstalent hat schon Karl Ruß erwähnt. Diese Lernfähigkeit ermöglichte den Züchtern über Jahrhunderte hinweg den Gesang des Wildlings zu verbessern und führte letztendlich zu den heutigen Gesangskanarien.
Die Lock- und Stimmfühlungslaute ähneln dem Kanarienvogel.
Der männliche Kanarengirlitz singt oft von einer Singwarte aus. Er lässt seinen Gesang am häufigsten in der Balzzeit hören, um sein Revier gegen Artgenossen zu verteidigen und um ein Weibchen zu werben. Wie der europäische Girlitz steigt auch der Kanarengirlitz zu Balzflügen auf und singt dabei.
Der Gesang beginnt leise und gipfelt in laute und hart vorgetragene Gesangsstrophen. Der Kanarengirlitz kann bis zu 400 Klangelemente (Touren) beherrschen. Allerdings fehlt ihm der rollende Gesang, den wir vom domestizierten (Gesangs)Kanarienvogel kennen (Hörbeispiel).
Als Stammart aller Kanarienrassen ist der Gesang des Kanarengirlitzes von größerem Interesse und deshalb oft untersucht worden. Bereits Bolle beschrieb den Gesang als wohlklingend und klangreich, besonders in Freiheit, wenn der Gesang dort erschallt, „wo Rosen und Jasmin um die Zypressen ranken und im Raume verschwimmenden Klangwellen das Harte von sich abstreifen“.
Das Silbenrepertoire ändert sich im Gegensatz zu den Kompositionen nicht saisonal. In der Brutsaison sind die Gesänge der Männchen im Durchschnitt länger und die Wiederholungsrate von Silben ist höher als außerhalb derselben. Weiterhin ist in diesem Zeitraum eine Zunahme schnell frequentierter modulierter Silben und eine Abnahme leiser Silben festzustellen, da erstere für die Weibchen attraktiver sind. Ungefähr 50 Prozent der Silben, die nach einer Brutsaison vergessen werden, erscheinen in der darauf folgenden Saison. Etwa 25 Prozent der Silben werden saisonabhängig wiedergegeben. Weiterhin werden einige identische Silbensequenzen jährlich reaktiviert.

## Ernährung
Als Körnerfresser ernährt sich der Kanarengirlitz hauptsächlich von halbreifen und reifen Sämereien. Er bevorzugt Kanariengras (Phalaris canariensis), frisst jedoch manchmal auch von den Samen des Zuckerrohrs (Saccharum officinarum) und anderer Gräser. Auch die Samen der Korbblütler, wie Strohblumen (Helichrysum), der Wucherblumen (Tanacetum), der Gänsedisteln (Sonchus), Löwenzahns (Taraxacum) und des Pippaus (Crepis). Wenn erreichbar verzehren sie auch die Samen weiterer Gräser und Kräuter wie Wegerich, Knöterich, Bingelkraut, Mohn, einigen Hirsesorten und Vogelmiere.
Im Frühjahr verzehren die Vögel bevorzugt die wasserhaltigen, süßen Beeren des Strauchigen Krapp (Rubia fruticosa), eines strauchförmigen, kletternden Rötegewächses. Hieraus und aus anderen Früchten oder Blüten decken sie ihren Wasserbedarf. Zudem fressen sie auch Blatt- und Blütenknospen gern.
Zur Jungenaufzucht werden in den ersten Tagen auch kleine Insekten, Käfer, Raupen und Blattläuse verfüttert und wohl auch selbst gegessen.
Kanariengirlitze decken ihren Wasserbedarf, indem sie Tau und Regentropfen aufnehmen oder Früchte anpicken. Gern nehmen sie alle verfügbaren Wasserstellen an – auch künstlich angelegte – um darin ausgiebig zu baden und zu trinken.

## Fortpflanzung
Der Kanarengirlitz führt eine monogame Brutehe. Bei einer Untersuchung zur Vaterschaft auf einer Insel des Madeira-Archipels wurden keine Hinweise auf Fremdkopulationen gefunden. Die Brutzeit erstreckt sich vom zeitigen Frühjahr bis in den Sommer hinein. Je nach Witterung und Nahrungsangebot ziehen sie zwei bis drei Jahresbruten groß.
Am Beginn der Fortpflanzungszeit besetzt das Männchen ein ausreichend großes Revier, das von ihm mit seinem Gesang abgrenzt und gegen Artgenossen verteidigt wird. Meist reicht der Gesang aus, um Rivalen zu vertreiben. Es werden jedoch auch Verfolgungsflüge und Schnabelgefechte ausgetragen.
Zur Balz singt das Männchen häufig und ausdauernd, teilweise auch in einem Balzflug. Akzeptiert das Weibchen die Werbung, erfolgt die Begattung, die nur ein bis zwei Sekunden dauert. Zur Brutzeit findet ein Dominanzwechsel statt, das Weibchen ist hierbei der stärkere Partner.

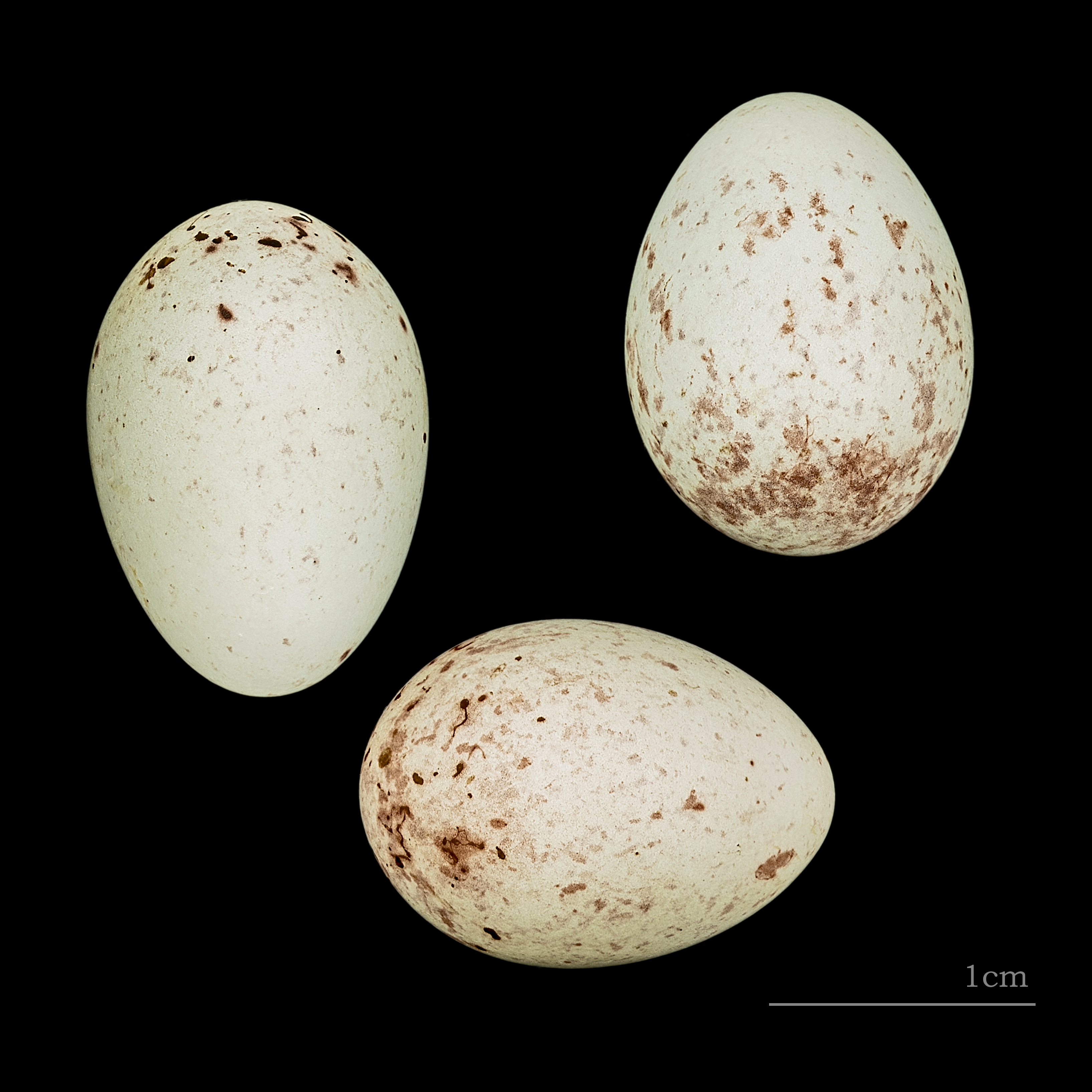
Serinus canaria canaria

Der Nistplatz befindet sich meist in einer stammnahen Astgabel eines Baumes oder Busches, wobei die Baumheide bevorzugt wird. Das napfförmige Nest wird vom Weibchen allein aus trockenem Moos sowie Grashalmen und Blättern gebaut. Innen ist es mit Tierhaaren, Wolle und Federn ausgekleidet. Oft wird es beim Herantragen des Nistmaterials vom Männchen begleitet.
Das Gelege besteht aus drei bis sechs weißlichen Eiern, die mit rötlich-braunen Flecken am stumpfen Ende versehen sind. Das Weibchen brütet allein und sitzt normalerweise sehr fest und ausdauernd auf den Eiern. Es verlässt das Nest nur kurz, um Kot abzusetzen und zu trinken. Die restliche Zeit versorgt das Männchen das Weibchen mit Nahrung aus dem Kropf. Die Brutzeit beträgt 13 bis 14 Tage.

### Entwicklung der Jungen
Am Schlupftag leben die Jungen vom Dottersack. In den ersten Tagen der Nestlingszeit verfüttern die Altvögel zusätzlich kleine Insekten, Käfer, Raupen und Blattläuse als tierisches Eiweiß. Hauptnahrung sind jedoch die im Kropf erweichten halbreifen und reifen Sämereien. Gerade während der Jungenaufzucht werden alle erreichbaren Futterquellen genutzt, so dass auch Früchte, Knospen, Kräuterteile aufgenommen und verfüttert werden.
Der von den Jungen abgesetzte Kot wird von den Altvögeln aus dem Nest entfernt, weggetragen oder verschluckt. Nach etwa einer Woche stemmen sich die Jungen im Nest hoch und koten über den Nestrand.
Nach dem 14. Lebenstag regt sich der Fluchttrieb, so dass die Jungen bei Störungen aus dem Nest springen können. Sie haben, abgesehen von einem Stummelschwanz und Resten von Flaumfedern über den Augen, ein vollständiges Federkleid. Die Jungen verlassen das Nest im Alter von 17 bis 21 Tagen und werden von den Altvögeln weiterhin gefüttert. Oft versorgt das Männchen die Jungen in dieser Zeit allein und bringt ihnen bei, auf Nahrungssuche zu gehen und selbstständig zu fressen. Währenddessen beginnt das Weibchen mit einer weiteren Brut.
Sind die Jungvögel etwa fünf bis acht Wochen alt, beginnt für sie die erste Mauser, in der nur das Kleingefieder – also ohne Flügel- und Schwanzfedern – gewechselt wird.
Nach Ende der Brutzeit ziehen die Altvögel mit ihren Jungtieren auf der Suche nach Nahrung umher. Oft schließen sich dazu mehrere Familienverbände zusammen. Gefahr droht ihnen von Katzen, Greifvögeln und Mardern. Die maximale Lebenserwartung des Kanarengirlitzes beträgt zehn Jahre.

## Systematik

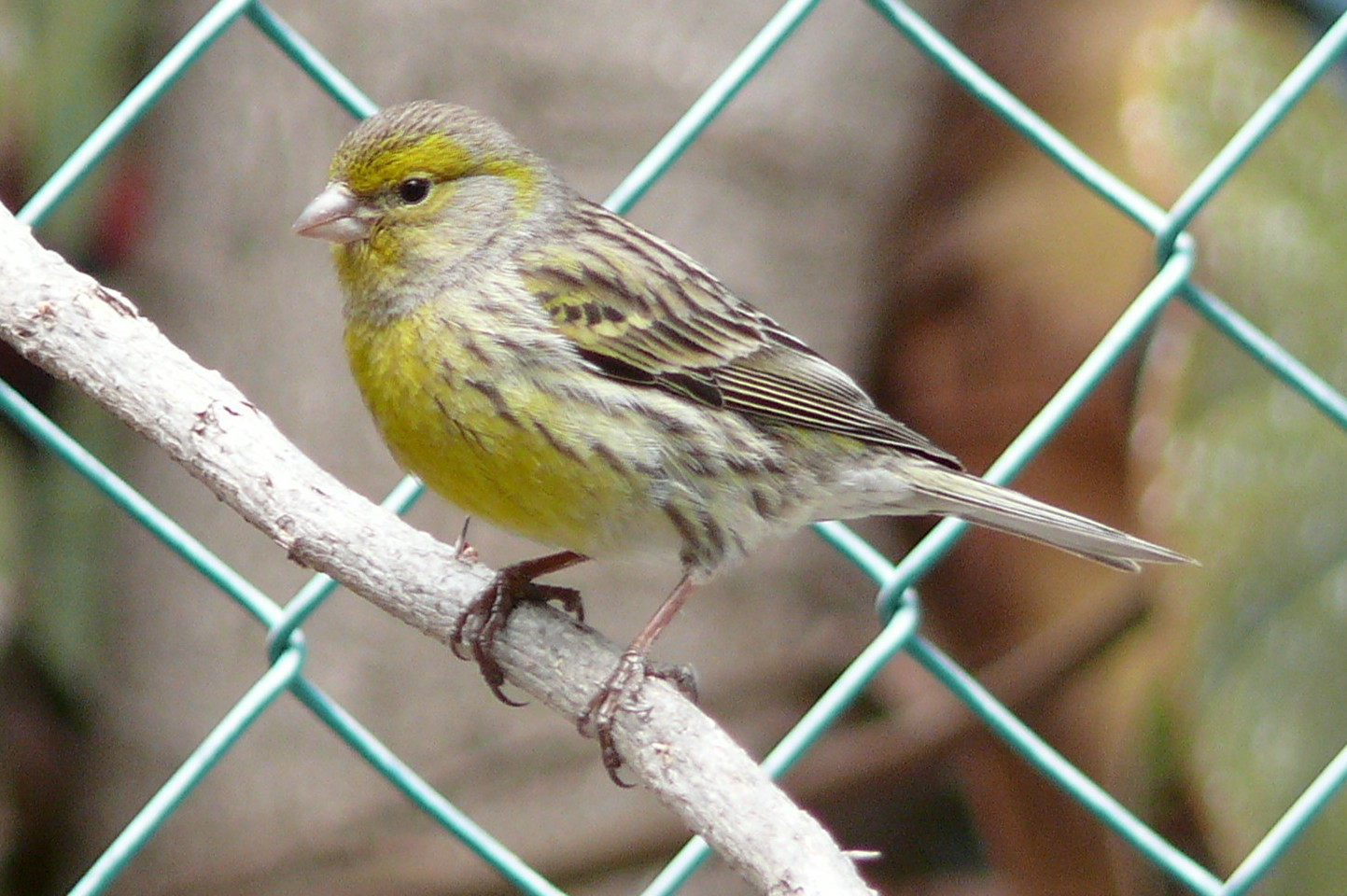
Kanarengirlitz-Männchen auf La Palma

Der nächste Verwandte ist der Girlitz. Die Abtrennung des Kanarengirlitzes vom Girlitz erfolgte vor 3,5 bis 4,3 Millionen Jahren. Für den Kanarengirlitz werden keine Unterarten beschrieben.
Bei Untersuchungen der mitochondrialen DNA konnten keine nennenswerten genetischen Unterschiede zwischen den Populationen der einzelnen Inselgruppen festgestellt werden, der Median der genetischen Distanzen lag bei 0,1 Prozent. Mit hoher Wahrscheinlichkeit ist die Art auf Madeira entstanden. Von dort aus wurden die Azoren vor etwa 650.000 bis 725.000 Jahren und die Kanarischen Inseln vor etwa 375.000 Jahren besiedelt. Diese Zeiträume haben offenbar noch nicht für die Entstehung wesentlicher genetischer Unterschiede ausgereicht, jedoch für die Ausbildung morphologischer Unterschiede. So unterscheiden sich Flügellänge, Körpermasse und Schnabellänge von Kanarengirlitzen verschiedener Populationen. Der heutige Genfluss zwischen den Populationen der Inselgruppen wird als gering eingeschätzt.
Nach Claßen ist der Kanarengirlitz von Madeira etwas größer und weniger kontrastreich gefärbt.

## Bestand und Bestandsentwicklung
Das weltweite Verbreitungsgebiet der Art wird auf 10.500 km² geschätzt. Der große weltweite Bestand umfasst etwa 60.000 bis 300.000 Individuen. Daher wird die Art als nicht gefährdet (LC) eingestuft.
Die europäische Population umfasst weniger als 100.000 Brutpaare und ist damit relativ klein, war aber zwischen 1970 und 1990 anscheinend stabil. Da in der Zeit von 1990 bis 2000 keine Trends festgestellt wurden, wird die Art konsequenterweise vorübergehend als sicher (Secure) eingestuft.
Geografisch gehört der Kanarengirlitz zu den afrikanischen Girlitzarten, liegen doch seine Heimatinseln vor der afrikanischen Westküste. Politisch gehören diese Inseln jedoch zu den europäischen Staaten Spanien bzw. Portugal und sind europäisches Territorium. Deshalb wird der Kanarengirlitz als europäische, geschützte Vogelart betrachtet und unterliegt der Vogelschutzrichtlinie. Diese Richtlinie betrifft die Erhaltung sämtlicher wildlebenden Vogelarten, die im europäischen Gebiet der Mitgliedstaaten heimisch sind.
Seine Haltung in Menschenobhut ist deshalb der zuständigen Naturschutzbehörde zu melden.

## Kanarengirlitz und Mensch

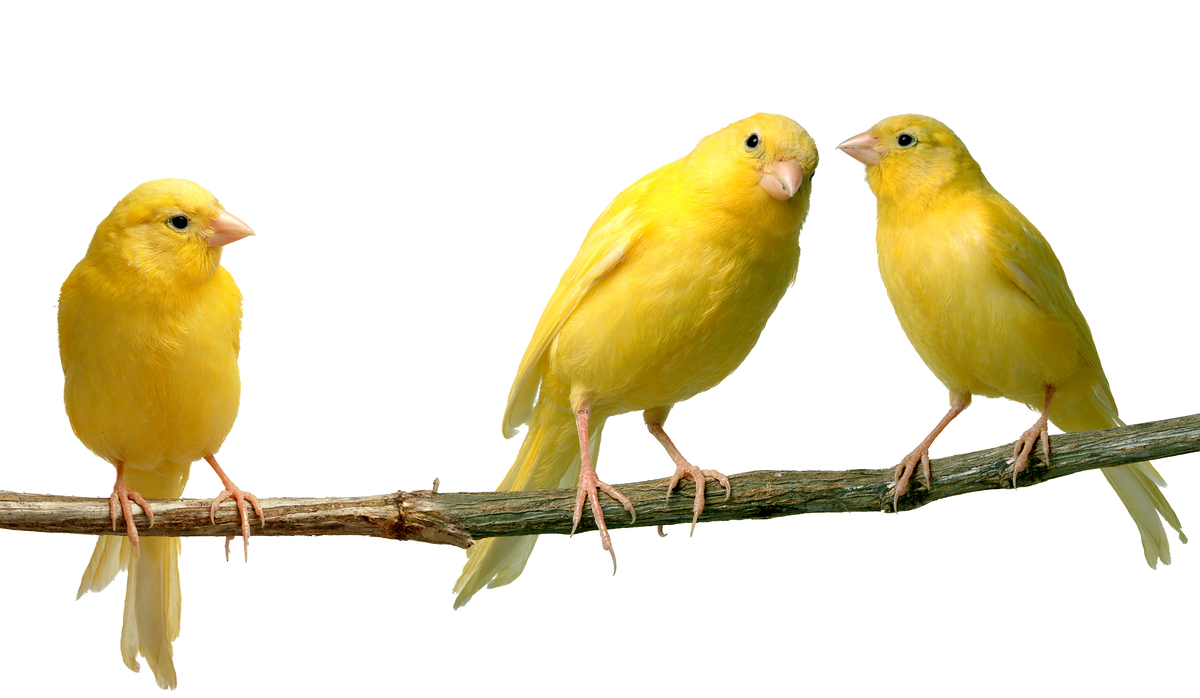
Gelbe Kanarienvögel

Im 16. Jahrhundert erwähnt Conrad Gessner im dritten Band des Historia animalium den Kanarengirlitz als „Canariam aviculam“ („Zuckervögelchen“) zum ersten Mal und rühmt seinen Gesang. Später erforschen ihn Ulisse Aldrovandi und Olina. 1758 gibt ihm Carl von Linné den lateinischen Namen Fringilla canaria.
Ob die Ureinwohner der Kanaren den Kanarengirlitz als Käfigvogel hielten, ist wegen seines schönen Gesangs wahrscheinlich, aber umstritten. Nach der Eroberung der Kanarischen Inseln im Jahre 1496 brachten die Spanier den Kanarengirlitz nach Europa. Da die Vögel gern Süßes mochten, wurden sie auch „Zuckervögelchen“ genannt. Wegen ihres Gesangs und ihrer Munterkeit erlangten sie schnell große Beliebtheit und wurden zu einem Symbol für Luxus und Weltgewandtheit.
Auf Grund der steigenden Nachfrage nach Kanarengirlitzen wurden sie in großen Mengen verschifft. Da die Klöster große Einnahmen durch den Handel mit ihnen erwarteten, begannen die Mönche mit der Zucht, woraus sich die Kanarienvögel entwickelten.